# Свети Атанасий (Свекяни)
Вижте пояснителната страница за други значения на Свети Атанасий.
„Свети Атанасий“ (на македонска литературна норма: Свети Атанасиј) е българска възрожденска православна църква в изоставеното азотско село Свекяни, в централната част на Република Македония. Принадлежи към Повардарската епархия на Македонската православна църква.
Църквата е разположена в западната част на селото. Изградена е и изписана в XIX век.